# Énergie solaire passive
L’énergie solaire passive est une énergie abondante et non polluante qui suppose la conception de bâtiments et la mise en place des composants de construction appropriés (écoconstruction ou architecture bioclimatique) afin d’utiliser l'énergie solaire pour l’éclairage naturel, le chauffage des locaux et/ou la climatisation des locaux. En plus de réduire la consommation d’énergie, un avantage primordial que procure l’énergie solaire passive est le confort ressenti par les occupants. 
Le chauffage solaire passif fonctionne comme suit ; l'énergie lumineuse du Soleil qui pénètre à l'intérieur des pièces par les fenêtres est absorbée par les murs, les planchers et les meubles, puis libérée sous forme de chaleur. Des baies vitrées ainsi que la thermocirculation permettent de faire diminuer la consommation en d'autres énergies. 
Il permet de chauffer de l'eau par circulation de liquide caloporteur dans des tubes chauffant le ballon d'eau (il y a deux types de circulations : la forcée avec une pompe ou la spontanée grâce à la remontée naturelle du liquide chauffé).
Certains bâtiments n'étant occupés que de jour (comme les écoles) peuvent faire de très fortes économies (jusqu'à 100 % dans certaines écoles espagnoles). Le solaire passif ne s'applique donc pas seulement aux habitations individuelles mais également aux bâtiments collectifs comme les hôpitaux, les casernes... 
Pour la réalisation d'un mur utilisant l'énergie solaire passive, voir l'article mur Trombe.
C'est une des solutions possibles retenues par l'approche HQE. Pour la réalisation d'un bâtiment utilisant l'énergie solaire passive, voir l'article maison passive.